# Попруженко, Георгий Иванович
Георгий Иванович Попруженко (7 [19] апреля 1818, Орлова Балка, Херсонская губерния — 11 [23] января 1889, Одесса, Херсонская губерния) — преподаватель Херсонской духовной семинарии, протоиерей.

## Биография
Сын священника села Орловая Балка Херсонской губернии. Первоначальное образование получил в Елисаветградском духовном училище.
В 1839 году окончил Херсонскую духовную семинарию и, как лучший воспитанник, был послан в Киевскую духовную академию, курс которой окончил в 1843 году по 1-му разряду.
По окончании академии был назначен инспектором Одесского духовного училища. В 1844 году временно преподавал в Херсонской духовной семинарии Священное Писание, патристику и греческий язык. В том же году был перемещен в Минскую духовную семинарию, где преподавал библейскую и церковную историю, церковную археологию, каноническое право и еврейский язык. В 1845 году утвержден в степени магистра за диссертацию «О патриархе Фотии». В 1848 году, по собственному прошению, был переведен в Херсонскую семинарию преподавателем русской словесности и латинского языка, а со следующего года ему были поручены и уроки еврейского языка.
В 1850 году был рукоположен в священники к Благовещенской церкви, состоящей при Доме призрения сирот Одесского женского благотворительного общества и назначен законоучителем сирот, с оставлением в семинарии. В 1857 году переведен к Сретенской церкви на Новом базаре, служа при которой до самой своей смерти, был возведен в сан протоиерея.
В 1859—1883 годах состоял членом Херсонской духовной консистории. В 1863 году, по распоряжению епархиального начальства, назначен непременным членом Одесского статистического комитета, каковым оставался до самой кончины. В 1863 году ревизовал Одесское духовное училище, в 1873 году — Симферопольское духовное училище, проверял денежные отчеты Херсонской епархии. В 1865 году назначен был помощником главного наблюдателя за преподаванием Закона Божия в светских учебных заведениях Одессы, каковую должность исполнял до 1875 года. В 1878 году он уволился от должности преподавателя семинарии, но не прерывал с ней связей, участвуя, в качестве члена правления ее, во всех съездах духовенства епархии.
Был удостоен всех наград, доступных белому духовенству, до креста (с драгоценными украшениями) из кабинета Его Величества и ордена Св. Владимира 3-й степени. В 1888 году был избран членом Императорского Одесского общества истории и древностей.
Скончался в 1889 году.

## Труды
- Ведомство православного исповедания в Одесском градоначальстве за 1863 год // Труды Одесского статистического комитета. Выпуск I.
- Несколько слов об ученых трудах Фотия, патриарха Константинопольского // Херсонские епархиальные ведомости. — 1864.
- Краткое изложение Божественной литургии в вопросах и ответах с прибавлением вечернего и утреннего богослужения. — Санкт-Петербург, 1870.
- В день святителя Николая // Херсонские епархиальные ведомости. — 1877.
- Слово в день крестного хода в память основания города Одессы // Херсонские епархиальные ведомости. — 1880.
- В день Воздвижения Честного и Животворящего Креста Господня // Херсонские епархиальные ведомости. — 1881.
- Спасительные действия Божественной литургии (обедни) на верующего. — Одесса, 1881.
- В день памяти святого благоверного великого князя Михаила Тверского // Херсонские епархиальные ведомости. — 1882.